# Johann Spies

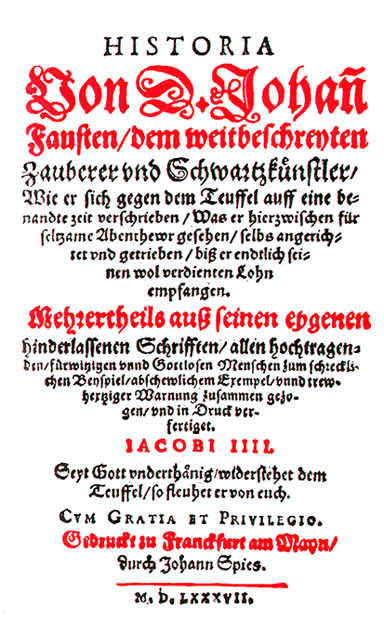
Titelseite des Faustbuchs, herausgegeben von Johann Spies

Johann Spies, auch Spiess oder Spieß (* um 1540 in Oberursel in der Grafschaft Königstein; † 1623, beerdigt am 21. Februar 1623 in Gera), war ein deutscher Drucker und Verleger.

## Leben
In Oberursel besuchte Spies die dortige Lateinschule und machte eine Setzerlehre. 1572 erwarb er das Bürgerrecht der Stadt Frankfurt am Main, wurde Lohndrucker und war seit 1579 selbstständig.
Von 1582 bis 1585 war er in Heidelberg tätig, vertrieb dort in seinem zumeist theologisch orientierten Programm dezidiert lutherische Werke wie zum Beispiel die formula concordiae. 1585–1607 lebte Spies wieder in Frankfurt, wo er seiner ausgeprägten Tätigkeit als Drucker-Verleger vornehmlich theologischer Werke nachging, unter anderem von Nikolaus Reusner und Nikodemus Frischlin. Auf der Buchmesse in Frankfurt am Main im Herbst 1587 stellt Spies sein bekanntestes Druckerzeugnis vor, die Historia von D. Johann Fausten. Der Titel entwickelte sich zu einem beachtenswerten Erfolg, dem im selben Jahr noch mindestens vier unautorisierte Nachdrucke folgten. Schon 1588 verlegte Spies selbst eine zweite Auflage gemeinsam mit dem Drucker Wendel Homm. Dieser Erfolg hielt etwa ein Jahrzehnt an. 1610 verkaufte Spies seine Druckerei und ging nach Gera, wo sein Sohn Martin Spieß lebte. Als dieser 1611 im Alter von 32 Jahren starb (getauft am 31. März 1579; beerdigt am 19. September 1611), übernahm Johann Spies die Druckerei des Sohnes, die 1606 die erste nachweisbare Druckerei Geras war.
1623 starb Johann Spies in Gera, wo er am 21. Februar 1623 beerdigt wurde.
Johann Spies hatte einen Familienangehörigen, Johann Philipp Spies, der in Speyer und Ettlingen ebenfalls als Drucker-Verleger tätig war.